# Orange megye (Virginia)
Orange megye az Amerikai Egyesült Államokban, azon belül Virginia államban található. Megyeszékhelye és legnagyobb városa Orange. Lakosainak száma 36 254 fő (2020. április 1.). Orange megye Culpeper, Spotsylvania, Louisa, Albemarle, Greene és Madison megyékkel határos.

## Népesség
A megye népességének változása:
| Lakosok száma | 33 545 | 33 906 | 34 203 | 34 689 | 35 385 | 36 254 |
|               | 2010   | 2011   | 2012   | 2013   | 2015   | 2020   |